# Альфонс, Питер
Питер Альфонс (англ. Peter Alphonse; 4 мая 1998 — 11 октября 2015) — сейшельский шоссейный велогонщик.

## Карьера
В 2014 году занял третье место на чемпионате Сейшел в групповой гонке. Выступал в местных гонках.
В феврале 2015 принял участие в чемпионате Африки в категории U19.
Погиб 11 октября 2015 года в результате ДТП на горе Монтань Позе.

## Достижения
2013
4-й на Seychelles Road Race
2014
3-й Чемпионат Сейшел — групповая гонка